# Carlos Felipe Rodríguez
Carlos Felipe Rodríguez Rangel (n. Morelia; Michoacán, 3 de abril de 1989) es un futbolista mexicano. Juega de portero, y su actual equipo es el club Tigres de la UANL de la Liga MX.
Entre su palmarés se encuentra una Copa MX y una Supercopa MX ganadas con Morelia y un título de Ascenso MX con el Atlético de San Luis.

## Trayectoria
Joven portero que recibe su oportunidad de debutar en el máximo circuito debido a la expulsión de su primo Moisés Muñoz contra las Chivas de Guadalajara en el Estadio Morelos en que le entraría a intentar detenerle un penaltí a Javier "Chicharito" Hernández cosa que no consigue, pero su equipo sacó el orgullo y terminó ganando 3-1. Rodríguez tuvo una buena participación deteniedo cualquier intento de gol de las Chivas.
A la siguiente jornada jugaría en el Estadio Víctor Manuel Reyna contra el Jaguares de Chiapas teniendo otra aceptable actuación y ayudando a su escuadra a llevarse los tres puntos por marcador de 1-2.
Volvió a tener actividad hasta marzo de 2013 cuando Federico Vilar salió expulsado en un encuentro ante América y si bien no detuvo el penal el delantero americanista Osvaldo Martínez lo falló y Carlos Felipe tuvo una destacada actuación atajando a figuras como Christian Benítez y Raúl Jiménez.

### Clubes
| Club                      | País   | Año               | Partidos | Goles |
| ------------------------- | ------ | ----------------- | -------- | ----- |
| Monarcas Morelia          | México | 2009 - 2017       | 106      | 0     |
| Club León                 | México | 2017 - 2018       | 1        | 0     |
| Club Atlético de San Luis | México | 2018 - 2021       | 75       | 0     |
| Juárez                    | México | 2021 - 2023       | 106      | 0     |
| Tigres UANL               | México | 2023 - Actualidad | 1        | 0     |

Actualizado 13 de Junio de 2023

## Selección nacional

### Participaciones en torneos internacionales
| Copa              | Sede      | Resultado    | Partidos |
| ----------------- | --------- | ------------ | -------- |
| Copa América 2011 | Argentina | Primera fase | 0        |

## Palmarés

### Campeonatos nacionales
| Título               | Equipo               | Sede   | Año           |
| -------------------- | -------------------- | ------ | ------------- |
| Copa MX              | Monarcas Morelia     | México | 2013          |
| SuperCopa MX         | Monarcas Morelia     | México | 2014          |
| Ascenso MX           | Atlético de San Luis | México | 2018          |
| Ascenso MX           | Atlético de San Luis | México | Clausura 2019 |
| Campeón de Ascenso   | Atlético de San Luis | México | 2019          |
| Campeón de Campeones | Tigres UANL          | México | 2022-2023     |

### Campeonatos internacionales
| Título                   | Equipo           | Sede           | Año  |
| ------------------------ | ---------------- | -------------- | ---- |
| SuperLiga Norteamericana | Monarcas Morelia | Estados Unidos | 2010 |